# Mariagiorgia Ulbar

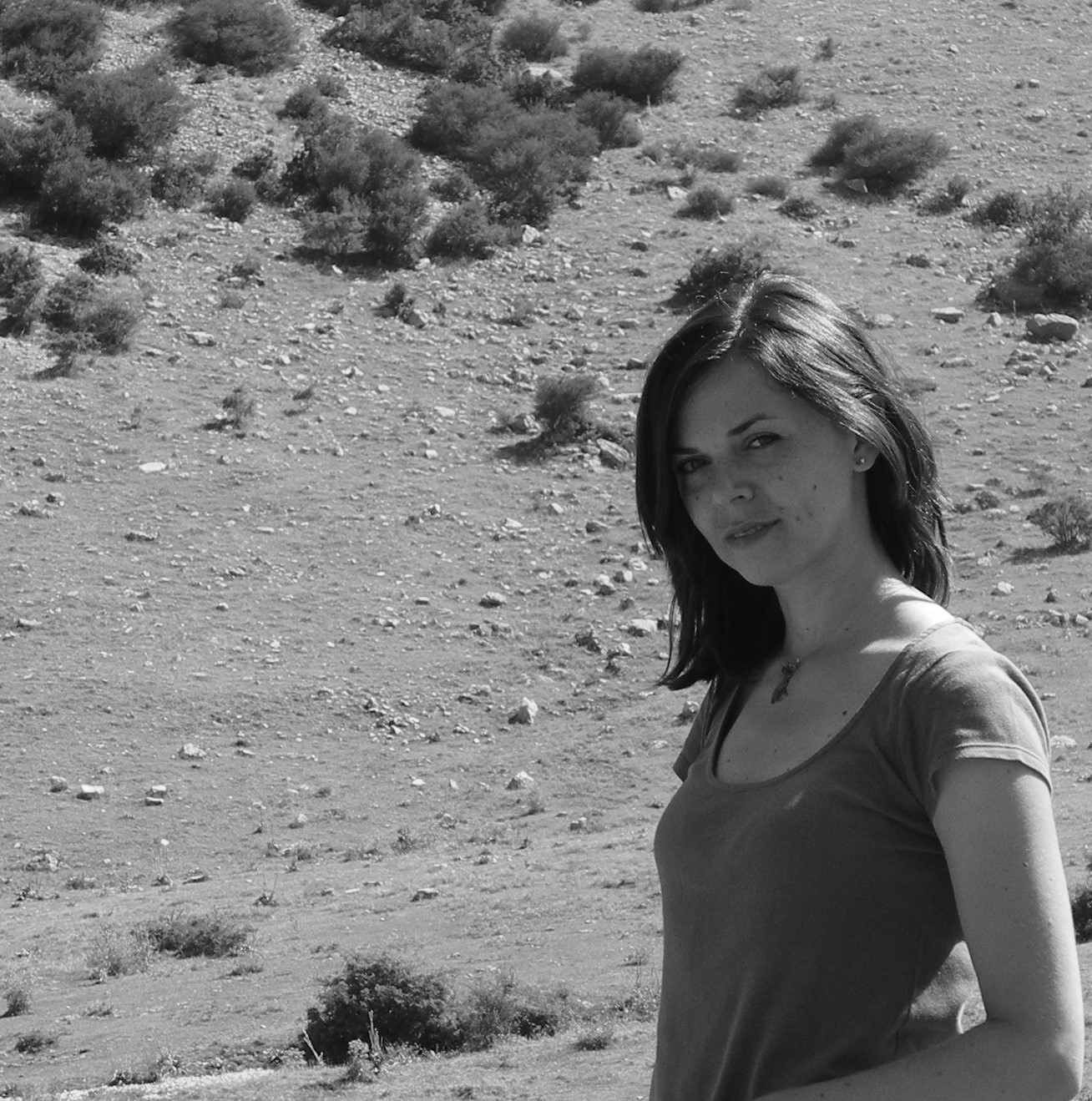

Mariagiorgia Ulbar (Teramo, 1981) è una poetessa e traduttrice italiana.

## Biografia
Nata a Teramo, vive in giro per l'Italia.
Dopo gli studi di anglistica e germanistica, ha esordito in ambito poetico nel 1999 con la raccolta Arance a mezzanotte.
Nel 2012 ha partecipato all'antologia Quaderni italiani di poesia contemporanea e ha dato alle stampe una seconda raccolta, I fiori dolci e le foglie velenose alla quale ha fatto seguito Gli eroi sono gli eroi, Premio Dessì per la poesia 2015.
Nel 2012 ha fondato e cura le edizioni sperimentali La Collana Isola, piccoli libri di poesia e illustrazione.
Dal 2021 sviluppa progetti di "poetryandpottery" che uniscono poesia e modellazione ceramica.
Ha pubblicato il poemetto Osnabrueck e la serie di poesie Transcontinentale con le illustrazioni di Andrea bruno per la Collana Isola (2013); la raccolta in edizione limitata Un Bestiario (Nervi edizioni, Treviso 2015) e, a partire dalle illustrazioni di Elisa Talentino, il libro Metamorphosis (La Grande Illusion, Pavia 2016).
Nel 2018 è uscita la raccolta Lighea (Elliot).
Nel 2022 è uscito Hotel Aster (Amos). Nel 2024 è uscito Gelita (Gradisca d’Isonzo)
Insegna lingue e traduce dall'inglese e dal tedesco.

## Opere

### Poesia
- Arance di mezzanotte, Teramo, Elite, 1999
- I fiori dolci e le foglie velenose, Scandicci, MEF Firenze Libri, 2012 ISBN 978-88-7256-177-5.
- Osnabrück, Bologna, Collana Isola, 2013
- Transcontinentale, Bologna, Collana Isola, 2013
- Gli eroi sono gli eroi, Milano, Marcos y Marcos, 2015 ISBN 978-88-7168-724-7.
- Un bestiario, Treviso, Nervi Edizioni, 2015
- Metamorphosis (a partire dalle illustrazioni di Elisa Talentino), Pavia, La Grande Illusion, 2016 ISBN 978-88-9413-481-0.
- Lighea, Roma, Elliot, 2018 ISBN 978-88-6993-484-1.
- Hotel Aster, Venezia, Amos, 2022 ISBN 978-88-87670-94-3.
- Gelita, Gradisca d’Isonzo, B#S Edizioni, 2024 ISBN 9788885738256

### Antologie
- Undicesimo quaderno italiano di poesia contemporanea a cura di Franco Buffoni, Milano, Marcos y Marcos, 2012 ISBN 978-88-7168-626-4.

### Altro
- Gea's Dinner, 2021
- Fragments are promises/ Ogni frammento è una promessa, 2023
- LAPIDARIA, 2025